# مقراب شميت وكاسغران

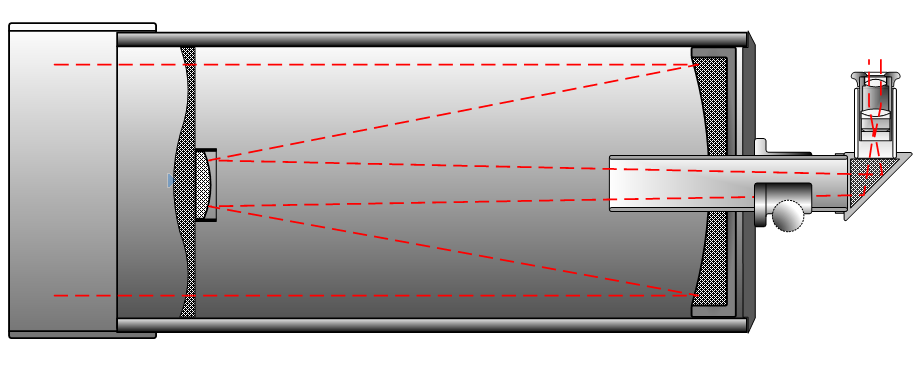
مسار الاشعة في مقراب شميت وكاسغران: يدخل ضوء النجم من اليسار وينعكس على المرآة الكرية الرئيسية ويسقط على المرآة الكرية الثانوية، التي ترده خارجا من وسط المرآة الرئيسية. بعد انكسار الشعاع على موشور يمكن رؤية الصورة المكبرة بالعين.

مقراب شميت وكاسغران (بالإنجليزية: Schmidt-Cassegrain Telescope)‏ في الفلك والبصريات، هو أحد أنواع المراصد التي تعمل بمرآة مقعرة. ويعود تصميم مقراب شميت وكاسغران إلى تصميم مقراب شميدت والمسمى باسم مبتكره عالم البصريات الألماني برنهارد شميدت. وهو تصميم مبسط عن مقراب شميدت بحيث يؤدي هذا التبسيط إلى التنازل بعض الشيء عن كفاءة مقراب شميدت العالية. وهو يجمع بين عدة عدسات ومرايا تعمل سويا كنظام بصري متآلف.
يسقط اشعة الضوء في أنبوب مقراب شميت وكاسغران من مرآة كرية وهي المرآة الرئيسية، ويتجمع على مرآة كرية أخرى أصغر تسمى المرآة الثانوية. وبخلاف تشكيل مقراب نيوتن فلا يوجه الضوء المنعكس من المرآة الثانوية للخروج جانبيا من الأنبوب، وإنما يوجه إلى منتصف المرآة الرئيسية. وتوجد فتحة في وسط المرآة الرئيسية، بذاك يمكن لشعاع الضوء الخروج منها ويوجه إلى نظام عدسات الرؤية. وتوجد المرآة الثانوية في وسط شريحة من الزجاج (لوح شميدت) ومثبتة بواسطة حاملات رفيعة. وظيفة هذا اللوح هو تصحيح الاختلال الكروي الناتج من المرآة الكروية الرئيسية وخفض هذا الاختلال الهالي Koma الحادث في النظام إلى أقل درجة ممكنة.

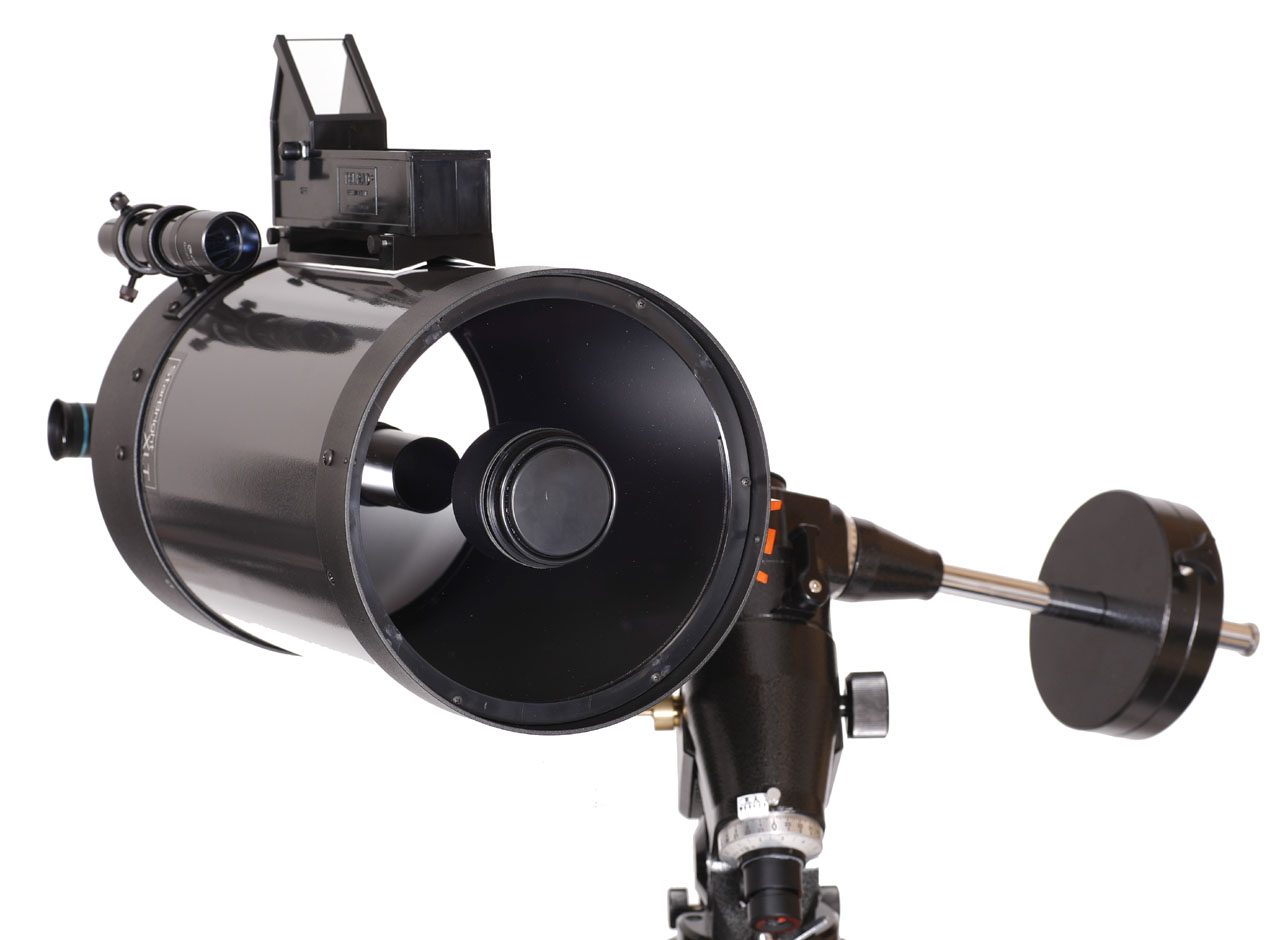
Schmidt-Cassegrain-Teleskop ذو مرآة قطر 205 مليمتر.

## استخداماته
عمل التصميم المبسط لمقراب شميت وكاسغران على شيوع هذا المقراب بين هواة الفلك ويمكن الحصول عليه بأسعار في المتناول. فهو يحتوي على أجزاء يسهل صنعها من البصريات الكرية ذات بعد بؤري كما هو في تلسكوب العدسات الطويل مع الاحتفاط بحجم صغير. التصميم الاندماجي للمقراب يسهل من نقله وتزيد من تداوله في الأسواق. ولكن اتساع رؤية التلسكوب محدودة وأقل من اتساعها في مقراب شميدت وتسمح برؤية الكواكب وحيز ضيق من صفحة السماء.

## تصميمات متعددة

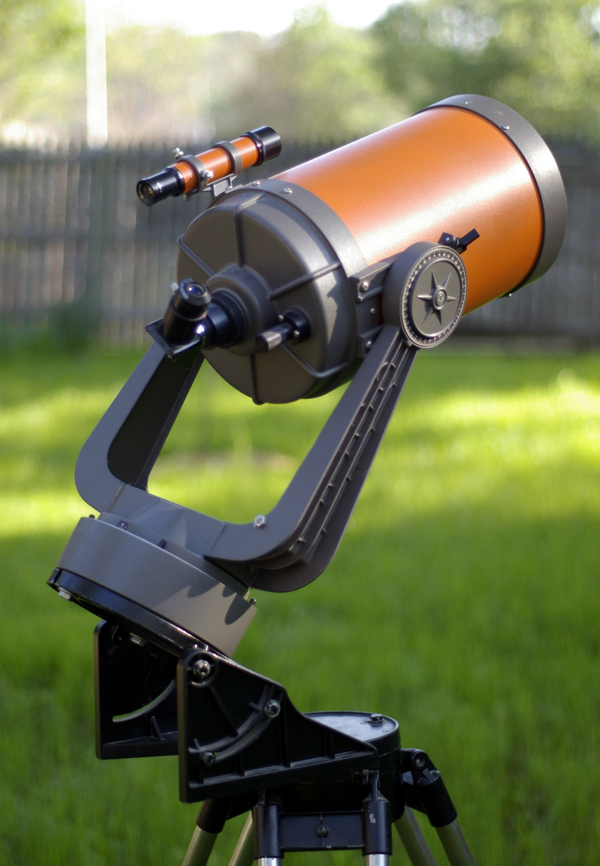
موديل 1970 لنوع سيليسترون.

بالرغم من وجود عدة تصميمات مقراب شميت وكاسغران (مرآتان كريتان، أو مرآتان غير كريتان، أو مرآة كرية واأخرى غير كرية) إلا أن أنواعه يمكن تقسيمها إلى صنفين : مدمجة (قصيرة وخفيفة) وغير مدمجة.
بالنسبة إلى النوع المدمج تكون لوح التصحيح مثبتا عند أو بالقرب من بؤرة المرآة الرئيسية. أما في المقراب الغير مدمج فيثبت لوح التصحيح عند مركز تكوّر المرآة الرئيسية (نحو ضعف البعد البؤري). من أنواع المقاريب المدمجة والمعروضة في الأسواق لهواة التصوير الفلكي نوع Celestron ونوع Meade Instruments. هذان المرصدان قصيران ويحتويان على نسبة بؤرية f/2 للمرآة الرئيسية و f/5 للمرآة الثانوية وتعطيان معا نسبة بؤرية f/10. كما يوجد النوع Celestron C-9.25 وله نسبة بؤرية f/2.3 للمرآة الرئيسية و f/4.3, للمرآة الثانوية، وينتجان زاوية رؤية أوسع وأنبوبهما أطول.
إما بالنسبة إلى الأنواع الغير مدمجة فيكون لوح التصحيح فيها مثبتا عند المركز الكروي للمرآة الرئيسية. ويوجد نظام منها يتميز بتصحيح حسن وتكون المرآتان مجتمعتان في نقطة واحدة وهي المركز الكري للمرآة الرئيسية. من الوجهة العملية يعطي الصنف الغير مدمج تصحيحا أفضل للصورة وصورة أوسع عن ما تنتجه الأصناف المدمجة، ولكن على حساب طول أطول للمقراب.

### أنواع سيليسترون

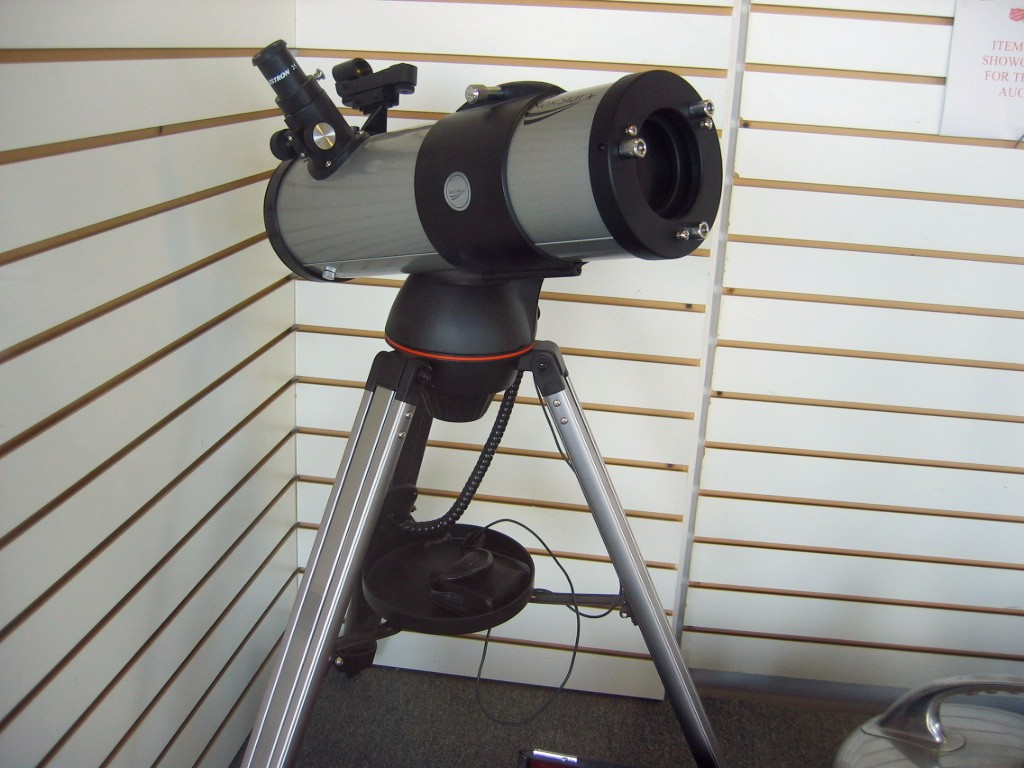
Celestron NexStar 114 telescope
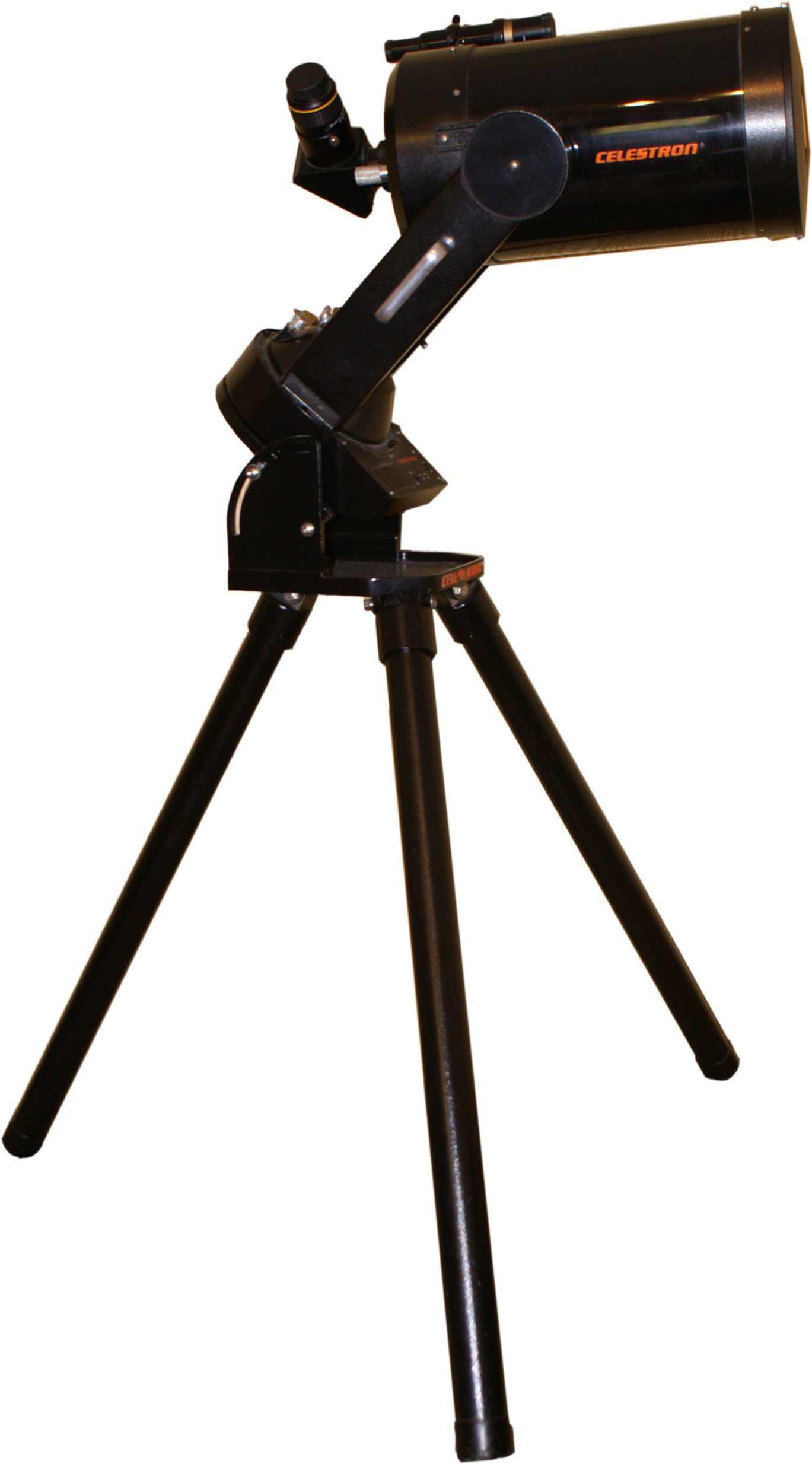
Celestron C8 telescope
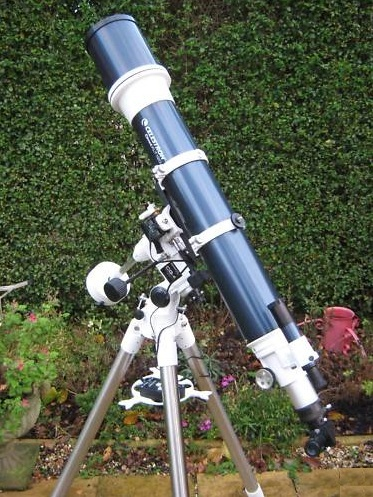
An Omni XLT120 achromatic refractor

### أصناف ميد

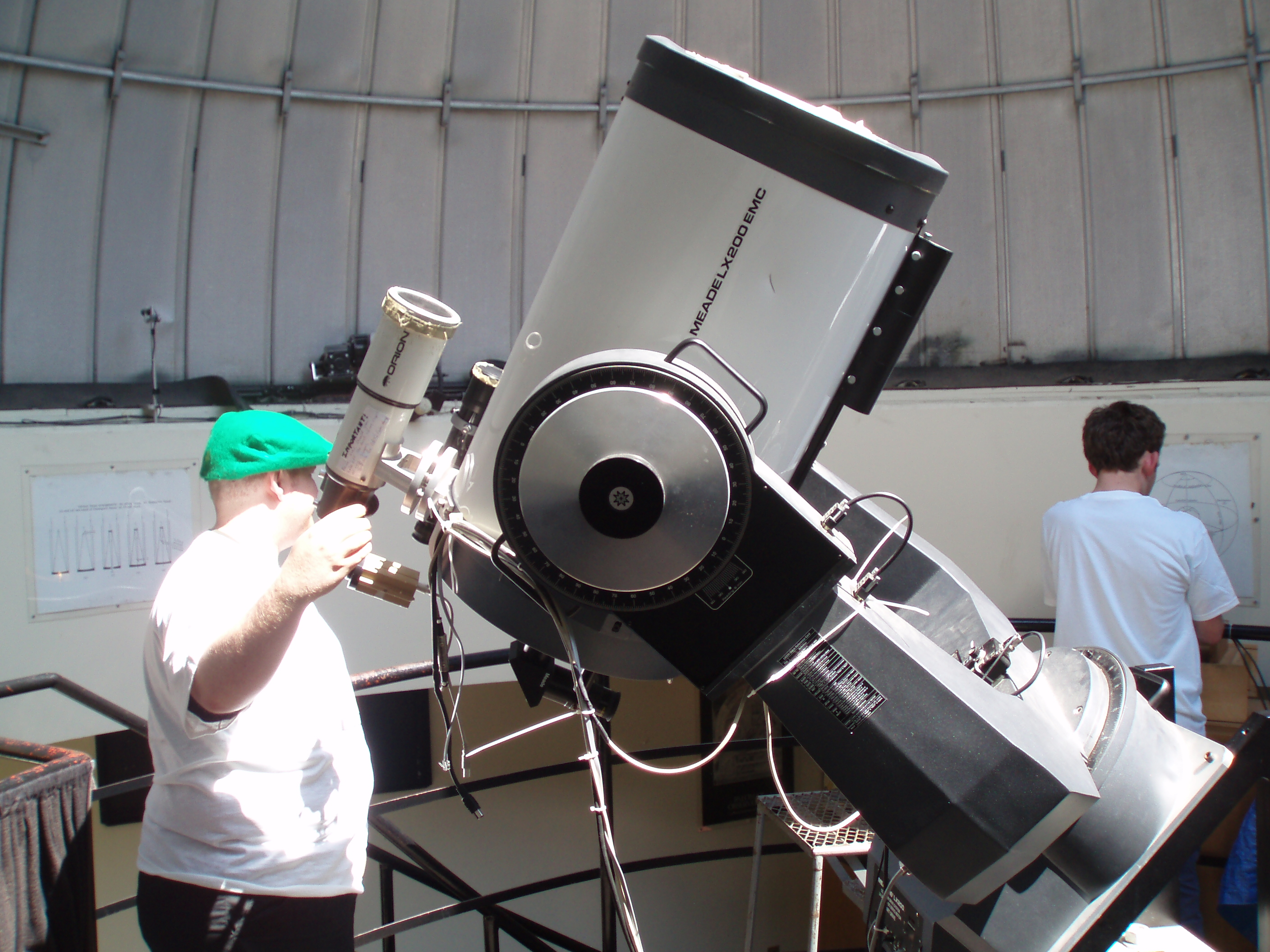
A 40 cm Meade LX200 in the York University Observatory